# Lophospingus
Lophospingus és un gènere d'ocells de la família dels tràupids (Thraupidae).

## Taxonomia
Segons la Classificació del Congrés Ornitològic Internacional (versió 14.2, 2024) aquest gènere està format per dues espècies:
- Frigil crestagrís (Lophospingus griseocristatus d'Orbigny & Lafresnaye, 1837)
- Frigil crestanegre (Lophospingus pusillus Burmeister, 1860)